# Arrondissement de Gütersloh
L'arrondissement de Gütersloh, en allemand Kreis Gütersloh, est une division administrative allemande, située dans le land de Rhénanie-du-Nord-Westphalie.

## Situation géographique
L'arrondissement de Gütersloh est situé au nord-est du Land de Rhénanie-du-Nord-Westphalie et entoure la ville de Bielefeld à l'ouest. Il a encore des limites avec les arrondissements de Herford, Lippe, Paderborn, Soest et Warendorf ainsi que l'arrondissement bas-saxon d'Osnabrück. Il est traversé par la rivière de l'Ems et les autoroutes A 2 (Oberhausen-Hanovre) et A 33 (Bielefeld-Paderborn).

## Histoire
L'arrondissement fut créé le 1er janvier 1973 par loi du 24 octobre 1972 en fusionnant les anciens arrondissements de Halle (Westphalie) et de Wiedenbrück.

## Communes
L'arrondissement compte 13 communes dont 9 villes (population du 31 déc. 2007).

* Chef-lieu de l'arrondissement
| Communes                        | hab.   | superficie (km²) | hab./km² |
| ------------------------------- | ------ | ---------------- | -------- |
| Borgholzhausen, ville           | 8 721  | 55,84            | 156      |
| Gütersloh, ville *              | 96 383 | 111,99           | 861      |
| Halle (Westf.), ville           | 21 177 | 69,29            | 306      |
| Harsewinkel, ville              | 24 220 | 100,12           | 242      |
| Herzebrock-Clarholz             | 16 161 | 79,28            | 204      |
| Langenberg                      | 8 196  | 38,71            | 212      |
| Rheda-Wiedenbrück, ville        | 46 710 | 86,66            | 539      |
| Rietberg, ville                 | 28 841 | 110,37           | 261      |
| Schloß Holte-Stukenbrock, ville | 26 190 | 67,42            | 388      |
| Steinhagen                      | 19 938 | 56,18            | 355      |
| Verl                            | 24 949 | 71,31            | 340      |
| Versmold, ville                 | 21 204 | 84,81            | 250      |
| Werther (Westf.), ville         | 11 549 | 35,31            | 327      |
| communes dans l'arrondissement  |        |                  |          |

## Politique

### Élections du préfet (Landrat)
|         | Scrutin du 12 septembre 1999 | Scrutin du 12 septembre 1999 | Scrutin du 12 septembre 1999 | Scrutin du 26 septembre 2004 | Scrutin du 26 septembre 2004 | Scrutin du 26 septembre 2004 |
| Parti   | Candidat                     | Votes                        | %                            | Candidat                     | Votes                        | %                            |
| ------- | ---------------------------- | ---------------------------- | ---------------------------- | ---------------------------- | ---------------------------- | ---------------------------- |
| CDU     | Sven-Georg Adenauer          | 81 130                       | 54,1 %                       | Sven-Georg Adenauer          | 84 780                       | 55,8 %                       |
| SPD     | Urslua Bolte                 | 54 686                       | 36,5 %                       | Ulrike Boden                 | 44 386                       | 29,2 %                       |
| Grüne   | Helga Lange                  | 5 239                        | 3,5 %                        | Helga Lange                  | 8 578                        | 5,6 %                        |
| FWG-UWG | Johannes Sieweke             | 6 199                        | 4,1 %                        | Johannes Sieweke             | 8 396                        | 5,5 %                        |
| FDP     | Dr. Manfed Niewarra          | 2 736                        | 1,8 %                        | Dr. Barbara Flötotte         | 5 701                        | 3,8 %                        |

### Élections du conseil (Kreistag)
|         | Scrutin du 26 sept. 2004 | Scrutin du 26 sept. 2004 | Scrutin du 26 sept. 2004 |
| Parti   | Votes                    | %                        | Sièges                   |
| ------- | ------------------------ | ------------------------ | ------------------------ |
| CDU     | 74 471                   | 49,2 %                   | 29                       |
| SPD     | 40 983                   | 27,1 %                   | 16                       |
| Grüne   | 12 949                   | 8,5 %                    | 5                        |
| FWG-UWG | 12 537                   | 8,3 %                    | 5                        |
| FDP     | 8 880                    | 5,9 %                    | 4                        |
| ödp     | 1 666                    | 1,1 %                    | 1                        |

## Juridiction
Juridiction ordinaire
- Cour d'appel (Oberlandesgericht) de Hamm
  - Tribunal régional (Landgericht) de Bielefeld
    - Tribunal cantonal (Amtsgericht) de Bielefeld: Schloß Holte-Stukenbrock
    - Tribunal cantonal de Gütersloh: Gütersloh, Harsewinkel, Verl
    - Tribunal cantonal de Halle (Westphalie): Borgholzhausen, Halle (Westphalie), Steinhagen, Versmold, Werther (Westphalie)
    - Tribunal cantonal de Rheda-Wiedenbrück: Herzebrock-Clarholz, Langenberg, Rheda-Wiedenbrück, Rietberg

Juridiction spéciale
- Tribunal supérieur du travail (Landesarbeitsgericht) de Hamm
  - Tribunal du travail (Arbeitsgericht) de Bielefeld
- Tribunal administratif (Verwaltungsgericht) de Minden
- Tribunal des affaires de Sécurité sociale (Sozialgericht) de Detmold

## Notices et références
1. ↑  Destatis
2. ↑  LDS NRW